# 斑纹小齿蛇鳗
斑纹小齿蛇鳗（学名：Ophichthus erabo），又名紋蛇鰻、斑紋蛇鰻，为蛇鳗科蛇鳗属的鱼类。分布于台湾岛等。

## 特徵
本魚體細長，軀幹部圓柱形，尾部稍側扁。頭中大，尖錐狀。吻尖突。眼間隔寬闊，稍隆起。前鼻孔短管狀，其長大於眼徑1/2，位於吻端兩側的上唇邊緣。體無鱗，皮膚光滑。側線孔明顯，頭部黏液孔發達。齒尖銳，體呈黃褐色，並有2列大而圓、無白心的暗色斑塊。頭部並有多而密的的小圓斑。體長可達75公分。

## 生態
喜棲息於礁沙區，以小魚、無脊椎動物為食。

## 扩展阅读
維基物種上的相關：斑纹小齿蛇鳗